# 3-as busz (Dunaújváros)
A dunaújvárosi 3-as jelzésű autóbusz a Papírgyár, étterem - Vasmű út - Római körút - Vasmű út - Papírgyár, étterem útvonalon közlekedik körjáratként. A járatot a Volánbusz üzemelteti.

## Közlekedése
Mindennap a reggeli és a délutáni csúcsidőben, valamint este közlekedik.

## Útvonala
| Papírgyár, étterem → Vasmű út → Római körút → Vasmű út → Papírgyár, étterem |
| --- |
| Papírgyár, étterem – Papírgyári út – Vasmű tér – Papírgyári út – Vasmű út – Apáczai Csere János út – Martinovics Ignác utca – Római körút – Vasmű út – Vasmű tér – Papírgyári út – Papírgyár, étterem |

## Megállóhelyei
| 0  | Papírgyár, étterem           |                                                             | Papírgyár |
| 1  | Papírgyár, irodaház          | 2, 4, 44                                                    | Papírgyár |
| 2  | Papírgyári elágazás          | 2, 4, 8, 44                                                 | |
| 4  | Közútkezelő kht.             | 2, 4, 8, 44                                                 | Magyar Közút Kht. |
| 5  | Ferrobeton                   | 2, 4, 8, 44                                                 | |
| 6  | Tűzoltóság                   | 2, 4, 8, 44                                                 | Tűzoltó-parancsnokság |
| 7  | Vasmű igazgatóság            | 2, 4, 8, 18, 29, 35, 40, 44                                 | Dunai Vasmű, Dunaferr Szakközép- és Szakiskola, Vásártér, Stadion, Jégcsarnok, Sportcsarnok |
| 9  | Ady Endre utca               | 2, 5, 8, 11, 18, 20, 22, 23, 24, 25, 29, 32, 33, 35, 40, 45 | Dunaújvárosi Víz-, Csatorna- Hőszolgáltató Kft., Stadion |
| 10 | Dózsa Mozi                   | 2, 5, 8, 11, 18, 20, 22, 23, 24, 25, 29, 32, 33, 35, 40, 45 | Városháza, Kormányablak, Szent Pantaleon Kórház, Rendelőintézet, Intercisa Múzeum, Dózsa Mozicentrum, Móricz Zsigmond Általános Iskola, Nemzeti Adó- és Vámhivatal                                                                              |
| 12 | Liszt Ferenc kert            | 2, 5, 8, 11, 18, 20, 22, 23, 24, 25, 29, 32, 33, 35, 40, 45 | József Attila Könyvtár, Munkásművelődési Központ, Dunaferr Szakközép- és Szakiskola Villamos Tagiskola, Petőfi Sándor Általános Iskola |
| 14 | Közgazdasági Szakközépiskola | 5, 11, 18, 24, 33, 35, 40, 45                               | Gárdonyi Géza Általános Iskola, Dunaújvárosi SZC Rudas Közgazdasági Szakgimnáziuma és Kollégiuma, Intercisa, római kori katonaváros, kőtár és romkert, Móra Ferenc Általános Iskola és Egységes Gyógypedgógiai Módszertani Intézmény, Víztorony |
| 15 | Domanovszky tér              | 5, 11, 18, 24, 33, 35, 40, 45                               | Móra Ferenc Általános Iskola és Egységes Gyógypedgógiai Módszertani Intézmény |
| 16 | Liszt Ferenc kert            | 2, 5, 8, 11, 18, 20, 22, 23, 24, 25, 29, 32, 33, 35, 40, 45 | József Attila Könyvtár, Munkásművelődési Központ, Dunaferr Szakközép- és Szakiskola Villamos Tagiskola, Petőfi Sándor Általános Iskola |
| 19 | Dózsa Mozi                   | 2, 5, 8, 11, 18, 20, 22, 23, 24, 25, 29, 32, 33, 35, 40, 45 | Városháza, Kormányablak, Szent Pantaleon Kórház, Rendelőintézet, Intercisa Múzeum, Dózsa Mozicentrum, Móricz Zsigmond Általános Iskola, Nemzeti Adó- és Vámhivatal                                                                              |
| 20 | Ady Endre utca               | 2, 5, 8, 11, 18, 20, 22, 23, 24, 25, 29, 32, 33, 35, 40, 45 | Dunaújvárosi Víz-, Csatorna- Hőszolgáltató Kft., Stadion |
| 22 | Vasmű igazgatóság            | 2, 4, 8, 18, 29, 35, 40, 44                                 | Dunai Vasmű, Dunaferr Szakközép- és Szakiskola, Vásártér, Stadion, Jégcsarnok, Sportcsarnok |
| 23 | Tűzoltóság                   | 2, 4, 8, 44                                                 | Tűzoltó-parancsnokság |
| 24 | Ferrobeton                   | 2, 4, 8, 44                                                 | |
| 25 | Közútkezelő kht.             | 2, 4, 8, 44                                                 | Magyar Közút Kht. |
| 27 | Papírgyári elágazás          | 2, 4, 8, 44                                                 | |
| 28 | Papírgyár, irodaház          | 2, 4, 44                                                    | Papírgyár |
| 29 | Papírgyár, étterem           | 2, 4, 44                                                    | Papírgyár |